# Vnitřní Londýn
Vnitřní Londýn je pojem, kterým se označuje skupina městských obvodů Londýna, které tvoří středovou část Velkého Londýna. Je protikladem termínu Vnější Londýn, který je tvořen ostatními částmi.
Je to také pojem, který se občas nepřesně a nesprávně používá pro hanlivé označení části centra Londýna mimo City, Westminsteru a Kensingtonu. Vnitřní Londýn je nejbohatší oblastí Evropské unie, HDP je zde 45 540 £ na obyvatele.

Vnitřní Londýn podle ILEA

Vnitřní Londýn podle ONS

Podle instituce spravující školství ve Vnitřním Londýně – Inner London Education Authority (ILEA) obsahuje Vnitřní Londýn tyto městské části:
- Camden
- City
- Greenwich
- Hackney
- Hammersmith a Fulham
- Islington
- Kensington a Chelsea
- Lambeth
- Lewisham
- Southwark
- Tower Hamlets
- Wandsworth
- Westminster.

Tyto čtvrti spolu s North Woolwich, který byl začleněn do Newhamu, vymezují oblast, která tvořila původní hrabství Londýn.
Pojem Vnitřní Londýn se samozřejmě používá i v jiném kontextu. Například Národní statistický úřad (Office for National Statistics – ONS) a instituce pro sčítaní obyvatel zahrnují do oblasti Vnitřního Londýna Haringey a Newham, ale naopak Greenwich zase do Vnějšího Londýna. Toto vymezení používají i jiné orgány například Eurostat (Statistical Office of the European Communities – statistický úřad EU a NUTS (Nomenclature of Territorial Units for Statistics – standard pro definici oblastí jednotlivých států EU).
Obecně platí, že telefonní čísla do Vnitřního Londýna mají tvar 020–7xxx-xxxx, zatímco čísla do Vnějšího Londýna mají tvar 020-8xxx-xxxx. Následující řada telefonních čísel pro Londýn, která bude mít tvar 020-3xxx-xxxx, již nebude rozdělena tímto způsobem a bude přidělována pro celý Londýn.

## Historický vývoj počtu obyvatel
| Rok  | Počet obyvatel |
| ---- | -------------- |
| 1891 | 4 488 242      |
| 1901 | 4 859 558      |
| 1911 | 4 998 237      |
| 1921 | 4 972 870      |
| 1931 | 4 893 261      |
| 1939 | 4 364 457      |
| 1951 | 3 679 390      |
| 1961 | 3 492 879      |
| 1971 | 3 031 935      |
| 1981 | 2 550 100      |
| 1991 | 2 599 300      |
| 2001 | 2 859 400      |
| 2003 | 2 904 600      |

Poznámky k údajům:
Čísla odpovídají oblasti vymezené definicí Vnitřního Londýna Národním statistickým úřadem ONS (Office for National Statistics – ONS ) v roce 2001. Plocha tohoto území je 319 km². Data před rokem 1971 byly rekonstruovány ONS na základě předchozích sčítání obyvatel aby odpovídaly oblasti, která je v roce 2001 vymezena jako Vnitřní Londýn. Údaje od roku 1981 jsou odhady počtu obyvatel uprostřed roku založené na číslech vlastních sčítání.